# Say God Bye
Say God Bye ist ein Schweizer Dokumentarfilm aus dem Jahr 2023 von Thomas Imbach über Jean-Luc Godard.

## Handlung
Say God Bye erzählt die Geschichte eines Teenagers, der unter dem Einfluss des Cineasten Jean-Luc Godard, welcher seit 1977 am Genfersee lebt und arbeitet, zum Filmemacher wird.
Wir tauchen ein in die Vergangenheit dieses Teenagers: von seiner Entstehung im Paris von Außer Atem, wo seine Eltern zu dieser Zeit arbeiteten, bis hin zu seinen ersten Schritten als Filmemacher.
Fasziniert von dem bereits legendären Filmemacher träumt Thomas davon, dessen Assistent zu werden. Er schreibt JLG und fragt, ob er ihm „über die Schulter schauen“ dürfte, während er arbeitet. JLG antwortet ihm nie.
Von seinem Idol zurückgewiesen, muss der Teenager nun seinen eigenen Weg als Filmemacher finden – bis zu jenem Tag im Jahr 2021, an dem er spürt, dass das Ende von JLG nahe ist. Thomas beschließt, den Meister zu besuchen. Zu Fuß. Eine Pilgerreise, um ihm seinen (letzten) Respekt zu erweisen. Sein Ziel ist es, JLG persönlich zu treffen. Thomas Imbach träumt davon, nicht den Meister zu filmen, sondern MIT dem Meister zu filmen. Aus diesem Grund hat er seine Aaton-Kamera in seinen Rucksack gepackt. Je näher er dem Genfersee kommt, desto intensiver werden seine Emotionen, seine Angst, seine Unsicherheit.

## Produktion
Ein Impuls, einen Film über Godard zu drehen, war ein Filmbericht von 2021 über das Kerala Film Festival, in dem auch Godard erscheint, der, wie Imbach erzählt, „so zerbrechlich aussah“. „Es fühlte sich an wie ein Weckruf an meine frühen Tage als Filmemacher, die letzte Möglichkeit, ihn zu treffen, so machte ich mich auf auf diese Pilgerreise“.
Imbach hat den Film in einer Art Tagebuch während der Corona-Epidemie gedreht. Begleitet wurde er auf seiner Fußwanderung im Spätsommer 2021 von Zürich nach Rolle, dem Wohnsitz Godards, von seinem Editor David Charap, mit dem er in verschiedenen vorherhenden Dokumentarfilmen bereits zusammengearbeitet hat. Gefilmt wurde mit 35-mm-Film  und IPhone. In den Farbfilm eingestreut sind Filmstills oder kurze Ausschnitte aus Filmen und Interviews Godards in Schwarzweiß. Die Filmmusik komponierte der Schweizer Sänger und Gitarrist Lucas Langenegger, der u. a. für Imbachs Film Day Is Done, ebenfalls ein autobiografisch geprägter Film des Regisseurs, den Schweizer Filmpreis gewonnen hat. Imbach hatte in seinem Gepäck eine Aaton-Filmkamera, bei deren Entwicklung Godard eine bedeutende Rolle gespielt hat.
Die persönliche Begegnung zwischen Imbach und Godard in Rolle blieb die einzige im Leben der beiden Filmregisseure; am 12. September 2022 nahm sich Godard das Leben.

## Veröffentlichung
Die Premiere erfolgte im Juni 2023 im Rahmen der Proxima Competition des Karlovy Vary International Film Festival. Die lateinamerikanische Premiere fand im Rahmen des Black Canvas Contemporary Film Festival in Mexiko-Stadt statt. Im April 2024 wurde der Film auf dem International Documentary Film Festival Sao Paulo gezeigt.

## Kritiken
Patrick Holzapfel: «Die Pilgerfahrt zu Godard, die für Imbach auch eine Reise in die eigene vierzigjährige Filmarbeit bedeutet, öffnet einen Gedankenraum, in dem sich der Filmemacher gegen sein Vorbild behaupten muss. Immer wieder erinnern die Erlebnisse auf dem Weg an Szenen aus den Filmen Godards. Züge von heute und gestern treffen sich, die Korridore der Cinémathèque suisse erinnern an Fluchten des Louvre, die Godard filmte.»
Marya E. Gates: «Ein Roadmovie, konzipiert – buchstäblich „auf eigenen Füßen“ – als eine von Godard inspirierte Meisterklasse über die Wahrnehmung der Welt durch Film und vieles mehr.»
Martin Kudlac: «Imbach erschafft ein Hybrid-Genre – eine Gonzo-Meta-Dokumentation – die verschiedene Dokumentarstilrichtungen vereint.»